# The Box Tops
The Box Tops es una banda de rock estadounidense formada en Memphis en 1967. Conocida por éxitos como "The Letter", "Cry Like a Baby" y "Soul Deep", es considerada como la banda más representativa del llamado blue-eyed soul. Su música se caracteriza por mezclar temas de soul clásico, al estilo de artistas como James & Bobby Purify y Clifford Curry; melodías pop como "A Whiter Shade of Pale" de Keith Reid, Gary Brooker y Matthew Fisher de Procol Harum, así como canciones escritas para ellos por sus productores, Dan Penn, Spooner Oldham y Chips Moman. El vocalista original de la banda, Alex Chilton abandonó la formación para encabezar el grupo de power pop Big Star y más tarde iniciar una carrera como solista en la que ocasionalmente solía interpretar temas de the Box Tops.

## Historia

### Fundación y primeros años como The Devilles
El primer nombre que adoptó la banda fue The Devilles. En enero de 1967 la formación original estaba compuesta por Danny Smythe, John Evans, Alex Chilton, Bill Cunningham y Gary Talley. Pronto debieron de cambiar su nombre por el de Box Tops para evitar confusiones con otra banda del mismo nombre que ya existía en Nueva York.

### "The Letter" y el éxito internacional (1967-1969)
Comenzaron a grabar como the Box Tops bajo la dirección del productor Dan Penn para grabar el tema de Wayne Carson "The Letter". A pesar de sus apenas dos minutos de duración, el sencillo se convirtió en un éxito internacional en septiembre de 1967, se mantuvo dos semanas en el número uno de la lista Billboard, fue disco de oro y llegó a vender más de cuatro millones de copias en todo el mundo. El tema estuvo nominado a dos premios Grammy. 
Tras el éxito de "The Letter", la banda publicó un nuevo sencillo "Neon Rainbow", otro tema escrito por Wayne Carson y producido por Dan Penn. En noviembre de 1967 se publicó el álbum The Letter/Neon Rainbow. The Box Tops publicaron tres álbumes en apenas nueve meses, entre finales de 1967 y mediados de 1968. La parte instrumental de muchas de sus canciones fue grabada por músicos de sesión como Reggie Young, Tommy Cogbill, Gene Chrisman y Bobby Womack en los American Sound Studio. Sin embargo, los miembros reales del grupo actuaron en varias de sus grabaciones, incluida "The Letter", y en todas las presentaciones en vivo. 
En enero de 1968, John Evans y Danny Smythe regresaron a la escuela para evitar ser llamados a filas. Fueron reemplazados por el bajista Rick Allen y el batería Thomas Boggs.
El siguiente sencillo de la banda fue "Cry Like a Baby", un nuevo éxito con ventas millonarias que alcanzó el puesto número 2 de las listas de éxitos norteamericanas. El tema fue posteriormente versionado por Hacienda Brothers y Kim Carnes. "I Met Her In Church" y "Choo-Choo Train" fueron otros sencillos publicados ese mismo año pero con menor éxito. Hacia finales de 1968, la banda cambió de productores, Dan Penn fue reemplazado por el equipo de Cogbill y Chips Moman. Con este nuevo equipo de producción publicaron "Sweet Cream Ladies, Forward March", así como todas las publicaciones hasta 1970.

### Cambios de personal y disolución (1969-1970)
En el verano de 1969 publicaron el sencillo "Soul Deep", nuevamente escrito por Wayne Carson y que a la postre se convertiría en el último éxito de la banda, alcanzando el puesto 18 de las listas estadounidenses a finales de agosto.
Cunningham abandonó the Box Tops para regresare a la escuela en agosto de 1969 y fue reemplazado por Harold Cloud en el bajo. Finalmente, la tolerancia del grupo a la falta de respeto y la burla que habían soportado como músicos adolescentes de gerentes, abogados y promotores llegó a su fin. De acuerdo con un artículo publicado en 2004 en Puremusic.com por Talley, la banda canceló una gira británica en diciembre de 1969 después de llegar a Londres para descubrir que el promotor local insistió en que se realizara la gira con una batería de juguete, amplificadores de megafonía (en lugar de los amplificadores de guitarra adecuados) y un teclado con un altavoz roto. 
En febrero de 1970 los miembros fundadores restantes, Talley y Chilton, estaban listos para seguir adelante con sus respectivas carreras y disolvieron el grupo. Sin embargo, el sello discográfico Bell continuó lanzando nuevos singles de Box Tops hasta principios de 1970, utilizando material que ya había sido grabado. 
En 1976, Pickwick Records grabó nuevas versiones de "The Letter" y "Cry Like a Baby" usando músicos de estudio y acreditándolos como The Box Tops, aunque Alex Chilton fuera el único miembro de la banda en participar en estas sesiones. Ambas versiones fueron publicadas en el Reino Unido como parte de un disco colaborativo de varios artistas titulado The Heart Breakers and Tear Jerkers Collection.

### Carreras posteriores
Todos los miembros de la banda continuaron sus carreras musicales por separado después de disolver The Box Tops. Chilton lideró la exitosa banda Big Star, así como Tav Falco's Panther Burns y su propia banda, además de producir brevemente a The Cramps. El guitarrista Gary Talley trabajó como músico de sesión y compositor en Memphis, Atlanta y Nashville. Entre los artistas con los que colaboró, destacan Billy Preston, Hank Ballard, Chips Moman, Billy Lee Riley, Billy Joe Royal, Webb Pierce, Waylon Jennings, Tracy Nelson, Willie Nelson, Tammy Wynette y Sam and Dave. Grabó dos álbumes para Appaloosa Records con la banda Fish Heads & Rice, Certified en 1991 y 4 Heads en 1994. El bajista Bill Cunningham se integró en la orquesta de la Casa Blanca, en Washington D. C., tras completar sus estudios musicales. Durante su carrera como intérprete de música clásica, actuó en la Casa Blanca junto a Itzhak Perlman y Pinchas Zukerman. Evans por su parte tocó en varios grupos de Memphis, mientras trabajaba como lutier, para posteriormente dedicarse a la informártica. 

### Reuniones
En 1989 tuvo lugar en Nashville un concierto benéfico que reunió de nuevo a los Box Tops con la siguiente formación; Chilton, Evans, Talley, Harold Cloud (bajo) y Gene Houston (batería). Estuvieron acompañados por los coros de Tracy Nelson, Jonell Mosser y Kim Morrison. Posteriormente, Cunningham organizó una reunión de los miembros originales de la banda, incluido Chilton, que tuvo lugar en 1996. El grupo publicó además un álbum con nuevas canciones titulado Tear Off! y organizaron una gira internacional de conciertos. En 2000, John Evans decidió no seguir en la banda y fue reemplazado por un músico de sesión de Nashville llamado Barry Walsh. Evans se fue a trabajar a la Universidad de Memphis. En 2001 la banda contribuyó con una versión de un tema de Blondie a un proyecto de varios artistas llamado "songs you never thought you'd hear". El 17 de marzo de 2010, el vocalista de la banda, Alex Chilton falleció de un infarto.
A mediados de 2015, Bill Cunningham y Gary Talley refundaron The Box Tops. El 6 de julio de 2016 falleció Danny Smythe a los 67 años de edad. En 2018, the Box Tops fueron incluidos en el Memphis Music Hall of Fame.

## Discografía seleccionada

### Sencillos
| Fecha de lanzamiento en Estados Unidos | Título                                                                          | Sello      | Posicionamiento en listas | Posicionamiento en listas | Posicionamiento en listas | Posicionamiento en listas | Posicionamiento en listas | Álbum                   |
| Fecha de lanzamiento en Estados Unidos | Título                                                                          | Sello      | Cashbox                   | US Hot 100                | Australia                 | Canada                    | UK                        | Álbum                   |
| -------------------------------------- | ------------------------------------------------------------------------------- | ---------- | ------------------------- | ------------------------- | ------------------------- | ------------------------- | ------------------------- | ----------------------- |
| July 1967                              | "The Letter" b/w "Happy Times"                                                  | Mala 565   | #1                        | #1                        | #4                        | #1                        | #5                        | The Letter/Neon Rainbow |
| October 1967                           | "Neon Rainbow" b/w "Everything I Am"                                            | Mala 580   | #24                       | #24                       | #30                       | #17                       | failed to chart           | The Letter/Neon Rainbow |
| February 1968                          | "Cry Like a Baby" b/w "The Door You Closed To Me" (Non-album track)             | Mala 593   | #2                        | #2                        | #46                       | #3                        | #15                       | Cry Like a Baby         |
| May 1968                               | "Choo Choo Train" b/w "Fields of Clover" (from Cry Like A Baby)                 | Mala 12005 | #17                       | #26                       | #96                       | #18                       |                           | Non-Stop                |
| August 1968                            | "I Met Her in Church" b/w "People Gonna Talk"                                   | Mala 12017 | #41                       | #37                       | #32                       | #27                       |                           | Non-Stop                |
| November 1968                          | "Sweet Cream Ladies, Forward March" b/w "I See Only Sunshine" (Non-album track) | Mala 12035 | #29                       | #28                       | #82                       | #16                       |                           | Dimensions              |
| March 1969                             | "I Shall Be Released" b/w "I Must Be The Devil"                                 | Mala 12038 | #72                       | #67                       | Failed to chart.          | #51                       |                           | Dimensions              |
| June 1969                              | "Soul Deep" b/w "(The) Happy Song"                                              | Mala 12040 | #13                       | #18                       | #7                        | #9                        | #22                       | Dimensions              |
| September 1969                         | "Turn on a Dream" b/w "Together" (from Dimensions)                              | Mala 12042 | #36                       | #58                       | Failed to chart.          | #29                       |                           | Non-album tracks        |
| February 1970                          | "You Keep Tightening up on Me" b/w "Come On Honey"                              | Bell 865   | #74                       | #92                       | Failed to chart.          | #68                       |                           | Non-album tracks        |
| August 1970                            | "Let Me Go" b/w "Got To Hold On To You"                                         | Bell 923   |                           |                           | Failed to chart.          |                           |                           | Non-album tracks        |
| March 1971                             | "King's Highway" b/w "Since I've Been Gone"                                     | Bell 981   |                           |                           | Failed to chart.          |                           |                           | Non-album tracks        |
| 1972                                   | "Sugar Creek Woman" b/w "It's All Over"                                         | Hi 2228    |                           |                           | Failed to chart.          |                           |                           | Non-album tracks        |
| 1973                                   | "Hold on Girl" b/w "Angel"                                                      | Hi 2242    |                           |                           | Failed to chart.          |                           |                           | Non-album tracks        |
| February 1974                          | "Willobee and Dale" b/w "It's Gonna Be O.K."                                    | Stax 0199  |                           |                           | Failed to chart.          |                           |                           | Non-album tracks        |

#### Álbumes de estudio
- The Letter/Neon Rainbow  (1967)
- Cry Like a Baby  (1968)
- Non-Stop  (1968)
- Dimensions  (1969)
- Tear Off! (1998)

#### Álbumes recopilatorios
- Super Hits  (1968)
- The Box Tops' Greatest Hits (1982)
- The Ultimate Box Tops (1987)
- The Best of the Box Tops — Soul Deep  (1996)